# Horst Lechner

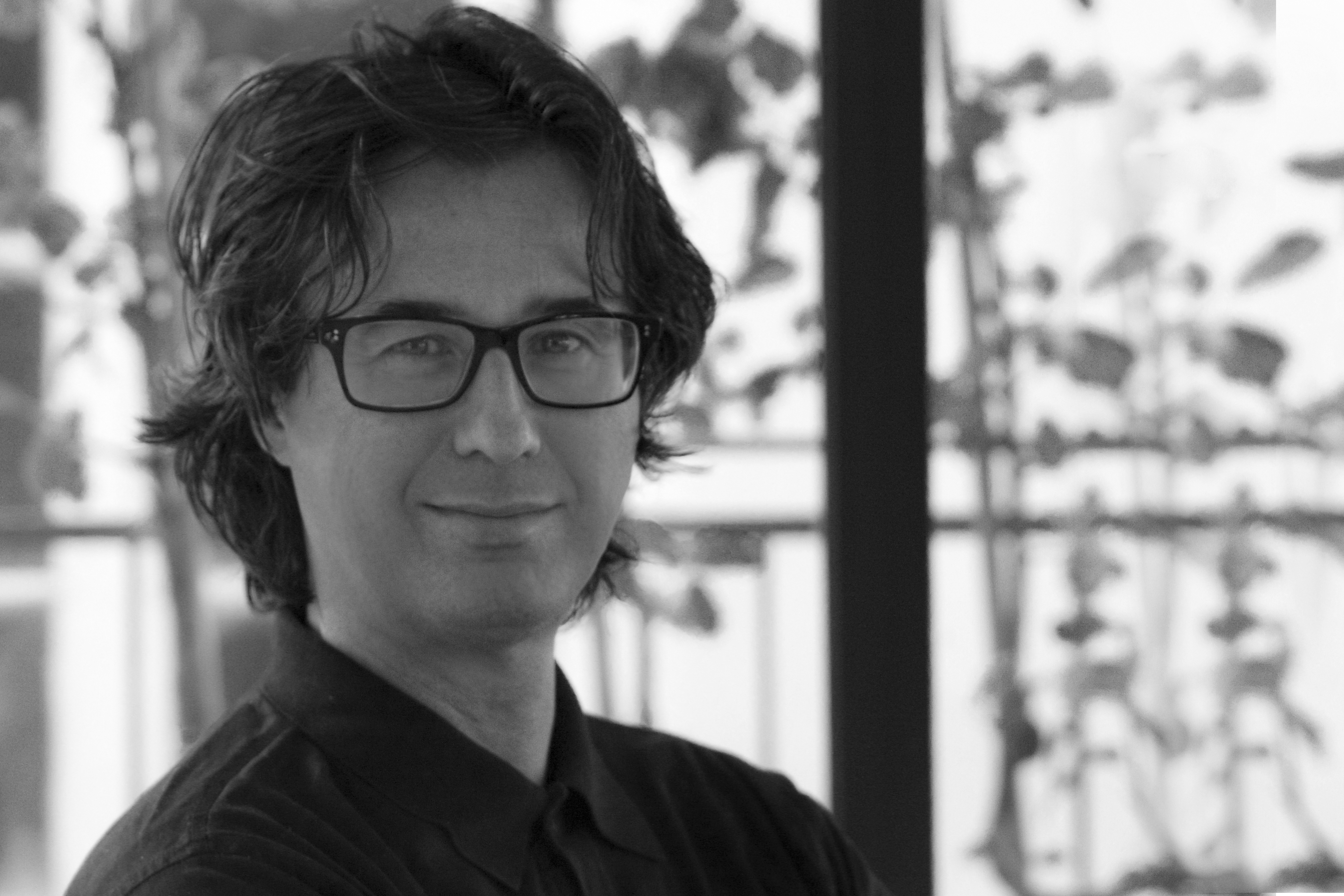
Horst Lechner 2011

Horst Lechner  (* 19. Juni 1959 in Villach; † 29. Dezember 2014 in Salzburg) war ein österreichischer Architekt, Innenarchitekt, Bühnenbildner und Ziviltechniker.

## Leben
Horst Lechner besuchte die Fachschule für Tischlerei und Raumgestaltung in Villach. In seiner Jugend war er im Leistungskader des Ruderverein Villach aktiv, wo er zwischen 1972 und 1977 Kärntner Landesmeister und österreichischer Staatsmeister in etlichen Ruderdisziplinen wurde. Nach dem Fachschulabschluss studierte er von 1977 bis 1982 Innenarchitektur und Umraumgestaltung, in Linz an der Hochschule für Gestaltung bei Friedrich Goffitzer und Laurids Ortner. Für seine Diplomarbeit erhielt er 1983 den Würdigungspreis für „besondere künstlerische Leistungen“ vom Bundesminister für Wissenschaft und Forschung Heinz Fischer. Es folgte das Architekturstudium an der Universität für angewandte Kunst Wien in der Meisterklasse von Hans Hollein. Nach Umwandlung der Innenarchitekturklasse zur Architekturklasse an der Kunstuniversität Linz kehrte er dorthin zurück und schloss sein Architekturdiplom 1990 ab. Von 1990 bis 1992 war Lechner zusammen mit seinem Studienkollegen Maximilian Luger als Dozent an der Fachhochschule Rosenheim tätig. Lechner besuchte 1982 die Internationale Sommerakademie für Bildende Kunst Salzburg bei den Architekten Gustav Peichl und Wilhelm Holzbauer.
Im Anschluss an das Innenarchitekturstudium arbeitete er unter anderem am Linzer „Forschungsinstitut für behindertengerechte Umweltgestaltung“. 1987 gewann Horst Lechner gemeinsam mit seiner Studienkollegin Christine Lechner den Designwettbewerb zur Neugestaltung der Salonwagen der Österreichischen Bundesbahnen, worauf die beiden, beflügelt durch die positive mediale Berichterstattung, das Atelier Lechner & Lechner in Salzburg eröffneten. Im Zuge der Zusammenarbeit der „Initiative Architektur Salzburg“ mit dem Lehrstuhl für Städtebau der ETH Zürich von Franz Oswald sowie den Architekten Daniel Libeskind & Kurt W. Forster am Projekt „Keinem seine Gestalt – Stadtentwicklung an der Grenze“, lernten die beiden den Lektor und Herausgeber des parallel erschienenen Buches, Johannes Schallhammer, kennen. Seit 2000 arbeiteten sie Projektbezogen in einer ARGE zusammen.

„Wir, die Bewohner unserer Stadt, müssen uns unser kulturelles Umfeld selbst schaffen.

Wir brauchen Projektionsflächen, die permanente Veränderungen und die Bildung von Identität möglich machen.

Ziel ist die Diskussion umfassender Inhalte, weit über die Ästhetik hinaus.“

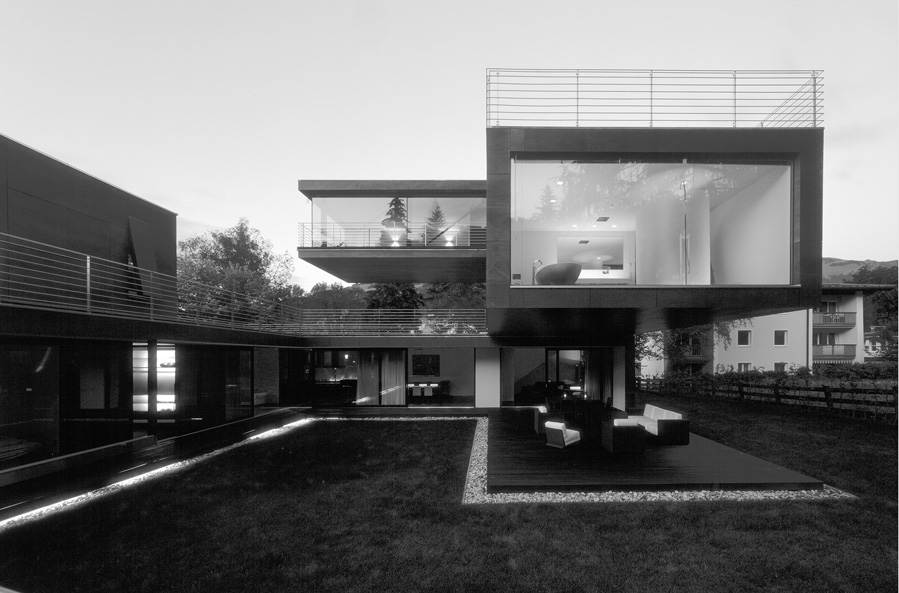
Wohnhaus in Kitzbühel, Österreich

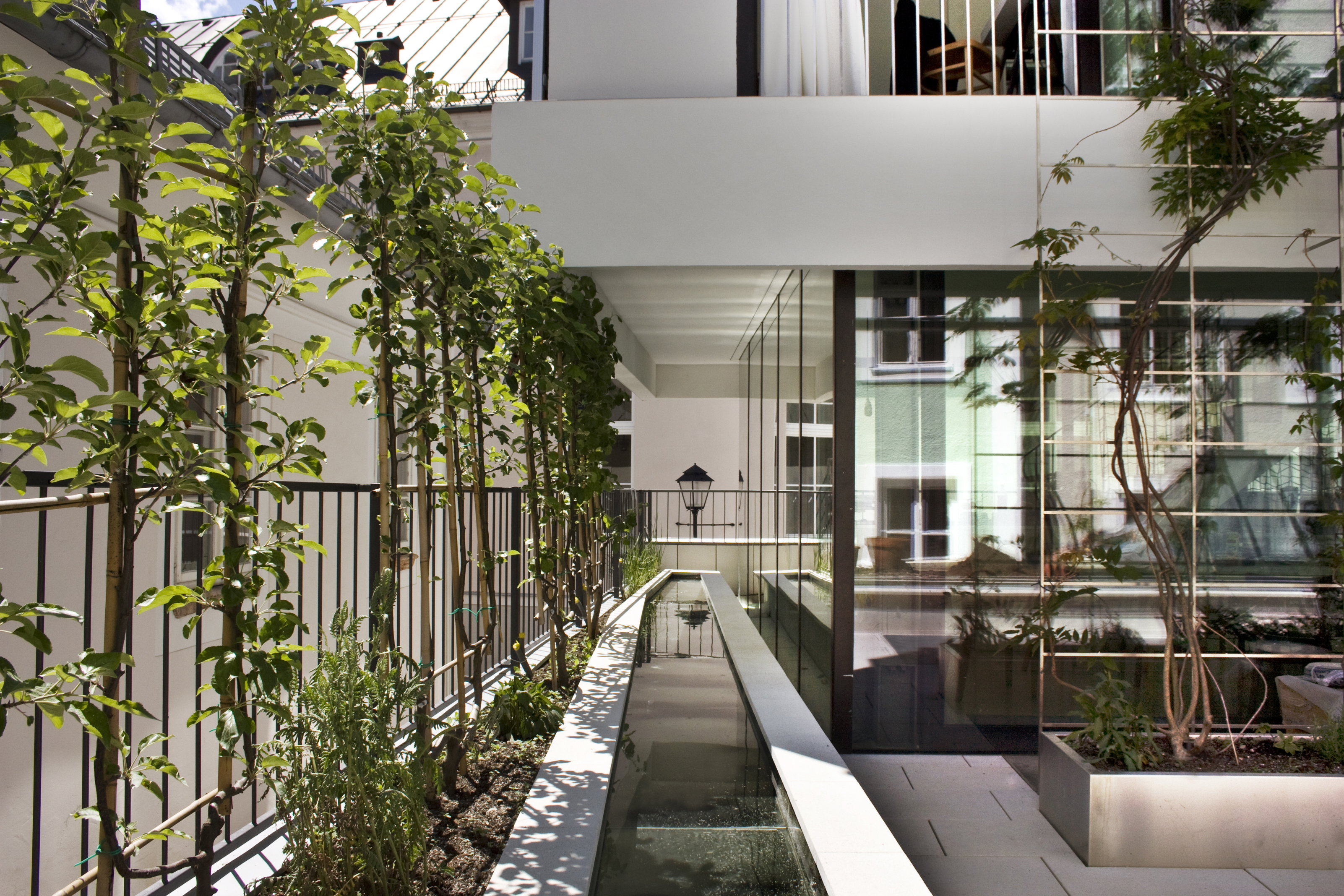
Wohn- und Atelierhaus Lechner in Salzburg, Österreich

Die Umsetzung dieser 1997 von Lechner aufgestellten These lässt sich in späteren Werken, beispielsweise in der stufenweisen Entwicklung des „Wohn und Atelierhauses Lechner“ von einer Autowerkstatt zum Arbeits- und Wohnhaus der Architektenfamilie oder der kontrovers diskutierten „Skulptur in der Landschaft“ (Salzburg 2013) nachvollziehen.
Neben Bauten in Österreich planten und realisierten Lechner & Lechner Projekte in Deutschland und von 1996 bis 1997 Projekte in Südkorea. 2006 bis 2009 entwickelte das um Johannes Schallhammer erweiterte Team Lechner – Lechner – Schallhammer Hotelprojekte und ein ökologisches städtebauliches Entwicklungskonzept für die Stadt Mirfa in Dubai und Abu Dhabi in den Vereinigten Arabischen Emiraten.
2016 widmete der Theaterregisseur Ches Themann Horst Lechner seine Villinger Inszenierung des Theaterstücks "Der Botschafter" von Slawomir Mrozek. Lechner war als Bühnenbildner engagiert, verstarb aber während der Vorarbeiten. Ebenfalls 2016 wurde Lechner ein Kapitel im Buch "Menschen aus Salzburg" gewidmet.

## Mitgliedschaften
Horst Lechner engagierte sich in der Studentenvertretung der Kunstuniversität Linz, der Berufsvertretung der Architekten und der Initiative Architektur und war in der Architekturbegutachtung der Stadt Salzburg als Mitglied der Planungsvisite tätig.
Zuletzt war er Mitglied des Fachbeirates Architektur – Land Salzburg, seit 2012 war Lechner Mitglied des Vorstandes der Salzburger Landesgruppe der Zentralvereinigung der Architekten Österreichs sowie seit 2011 Mitglied des Vereins Landluft – Verein zur Förderung der Baukultur in ländlichen Räumen. Dort gilt er als geistiger Vater der LandLuft Baukulturgemeinde-Akademie.

## Familie
Lechner war seit 1987 mit seiner Studienkollegin, der Architektin Christine Lechner verheiratet und bekam mit ihr zwei Söhne. Er starb am 29. Dezember 2014 im Alter von 55 Jahren an einem Herzinfarkt. Kurz vor seinem überraschenden Tod absolvierte er seinen letzten öffentlichen Auftritt bei den wärmepol | lightning talks der Kunstuniversität Linz, die sein Sohn Horst Michael Lechner moderierte. 

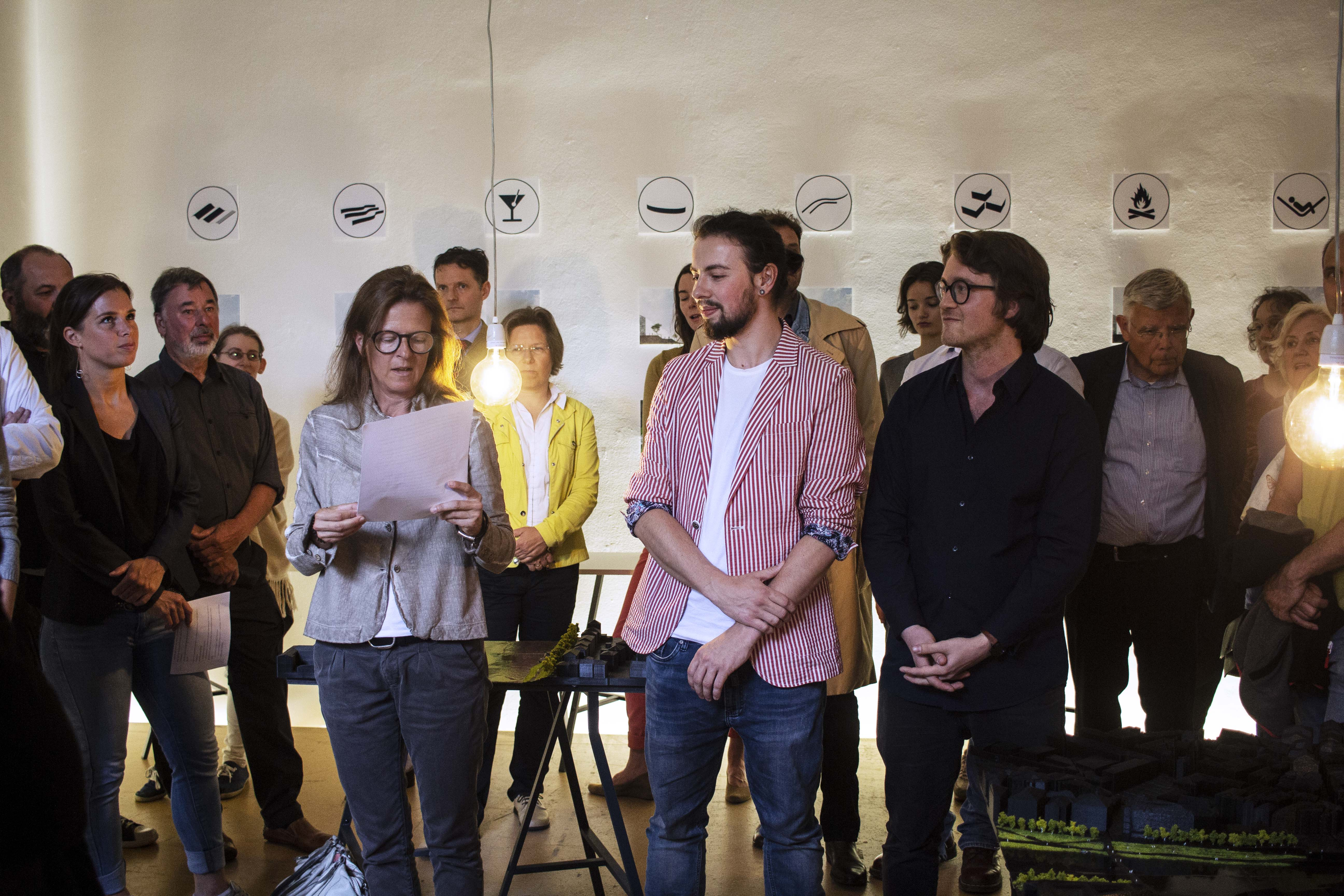
Gudrun Fleischmann, Lukas Ployer und Horst Michael Lechner bei der Ausstellungseröffnung "Flussraum Salzach" im Mai 2018

Dieser studierte Architektur an der Kunstuniversität Linz sowie an der Vilnius Academy of Arts und dem Politecnico di Milano und ist seit 2015 Mitglied des Landluft Beirates und seit 2017 ebenfalls als Architekt in Salzburg tätig. Seine gemeinsam mit Lukas Ployer erarbeitet Masterthesis „Flussraum Salzach - Transformation zur Lebensader“, bei der eine langfristige Entwicklungsstrategie betreffend der Salzach als urbane Entwicklungsfläche erarbeitet wurde, zog ein großes mediales und politisches Echo nach sich. Dabei bearbeiten sie nicht nur die historische Mitte, sondern auch die Peripherie der Stadt. Sie stellen dabei Strategien und Konzepte zur Transformation der Salzach in eine stadtteilübergreifende Lebensader vor mit dem Ziel, den Flussraum als Naherholungsgebiet für alle Salzburger zurückzugewinnen.
Der zweite Sohn, Paul Lechner, studierte Architektur an der Universität Innsbruck und Wirtschaftswissenschaften an der Johannes Kepler Universität Linz. Das Masterstudium der Architektur absolvierte er an der Kunstuniversität Linz.

## Projekte (Auswahl)
Nach der Bürogründung sorgte das Ladenbausystem „Change“ für erste Erfolge. Es wurde 1987 vom österreichischen Institut für Formgebung mit der Designauszeichnung „Ausgewählt“ prämiert und in zwei Salzburger Geschäften umgesetzt (Festung Hohensalzburg und Kieselgebäude).
Das 1993 errichtete Atriumhaus in Kuchl wurde 1996 im Zuge der Publikation „M1:33, innovative austrian architecture“, von Ramesh Kumar Biswas, in den Räumlichkeiten des österreichischen Parlaments ausgestellt. Für seine Rolle als Pionierprojekt des stringenten Holzbaues wurde das Bauwerk in zahlreichen Fachpublikationen veröffentlicht.
Ebenfalls erwähnenswert sind zahlreiche Messestände und Designs des in den 90er Jahren jungen des Getränkekonzernes Red Bull. Auch das Szenelokal „Carpe Diem“ in der Salzburger Getreidegasse wurde von den Lechners gestaltet.
Ein wichtiges Projekt war das mit Christine Lechner gemeinsam geplante, gebaute und bewohnte Wohn- und Atelierhaus Lechner im UNESCO-Welterbe Ensemble der Salzburger Altstadt. Obwohl nicht dafür eingereicht, gewann das Gebäude 2010 den Architekturpreis des Landes Salzburg, da die Fachjury von ihrer in den Statuten des Architekturpreises festgelegten Option, ein nicht zur Begutachtung eingereichtes Projekt zu prämieren, Gebrauch machte.
Für besonders starkes mediales Interesse und kontroverse Diskussionen vor der Baustelle sorgte die, mittlerweile fertiggestellte, amoprh geformte Wohnskulptur im Salzburger Stadtteil Leopoldskron. Dem von Lechner „Skulptur in der Landschaft“ – von Kritikern „Ufo-Haus“ – genanntem Experimentalbau in exponierter Lage wurde vorgeworfen, das herkömmliche Bild von Häusern zu sprengen. Einer vom Meinungsforschungsinstitut IMAS nach der Enthüllung des Baukörpers durchgeführten Umfrage zufolge entzweite die ungewohnte Form die Passanten, großteils war bei den Antworten eine große Ratlosigkeit spürbar.
Im Juni 2013 wurde anlässlich des 175-jährigen Firmenjubiläums des Baustoffherstellers „Leube“ der nach Plänen Christine und Horst Lechners angelegte „Leube Skulpturenweg“ in St. Leonhard bei Salzburg eröffnet. Der Skulpturenweg wurde als Denkmal für den Firmengründer Gustav Ernst Leube errichtet.

## Auszeichnungen
- 1984 Würdigungspreis des Wissenschaftsministeriums für besondere künstlerische Leistungen
- 1987 Designauszeichnung „Ausgewählt“ vom österreichischen Institut für Formgebung
- 1995 Korea Institute of Industrial Design Certificate of Appreciation of the international cooperation project for development of industrial design and packaging technique.
- 1998 Architekturpreis der Reiners Stiftung, „Die besten Einfamilienhäuser“ – Deutschland Österreich Schweiz
- 2000 Architekturpreis der Reiners Stiftung, „Bauen mit Holz“ – Deutschland Österreich Schweiz
- 2000 Auszeichnung im Rahmen des Architekturwettbewerbs „Architektur & Solarenergie“ der Deutschen Gesellschaft für Sonnenenergie;
- 2000 Auszeichnung „Haus der Zukunft“ vom Bundesministerium für Verkehr, Innovation und Technologie
- 2000 Anerkennung für Wohnhaus in Hallein-Rif beim Architekturpreis des Landes Salzburg (gemeinsam mit seiner Frau Christine Lechner)[26]
- 2001 Architekturpreis der Reiners Stiftung, „Die besten Einfamilienhäuser“ – Deutschland Österreich Schweiz
- 2004 Landes Energiepreis Salzburg Haus Achleitner & Fuchs
- 2004 Landes Energiepreis Salzburg Haus Schörghofer
- 2008 Architekturpreis 2008 der Reiners Stiftung „Spektakuläre Häuser“ – Deutschland Österreich Schweiz
- 2010 Nominierung zum österreichischen Bauherrenpreis für das Projekt Haus Radauer[27]
- 2010 Architekturpreis des Landes Salzburg für Wohnhaus und Büro, Priesterhausgasse 18, Salzburg (gemeinsam mit Christine Lechner)[26]
- 2011 Nominierung zum österreichischen Bauherrenpreis für das Projekt Wohn- und Atelierhaus Lechner[28]
- 2012 Handwerkspreis der Wirtschaftskammer für den, von der Tischlerei Elsenwegenger ausgeführten, Sitzungstisch Eugendorf[29]
- 2019 Holzbaupreis Salzburg[30]